# Pintor de Aquiles
El Pintor de Aquiles (siglo V a. C.) es el nombre convenido de un pintor griego del que se conoce su decoración de vasos de figuras rojas y de fondo blanco. Estuvo activo durante el período clásico, aproximadamente entre el 470 y el 425 a. C. Se desconoce su verdadero nombre. Se le llama así por atribuírsele una pintura que decora un ánfora y que representa a Aquiles y a Briseida..
Probablemente, alumno del Pintor de Berlín, fue uno de los pintores de vasos más importantes e influyentes de su tiempo, es decir, el siglo V a. C., el Vivió en Atenas durante los tiempos de Pericles,  y fue contemporáneo de Fidias. Su vaso epónimo de Aquiles (c. 450 a. C.) está entre los más finos ejemplos conservados de cerámica de figuras rojas. Se le considera uno de los mejores pintores de vasos atenienses del período clásico. Este artista fue nombrado (nombrado por Sir John Beazley) en 1914 por la representación de una figura solitaria de Aquiles en un lado de un ánfora tipo B de figuras rojas (el reverso muestra a  Briseida en los Museos Vaticanos (Museos Vaticanos n.º inv. 16571).
Sus obras, con sus líneas característicamente finas, muestran una extraordinaria capacidad de síntesis, que crea en sus figuras un aspecto de calma y grandeza que ninguno de sus contemporáneos había logrado. sus pinturas también reflejan brillantemente el estilo clásico de las obras del Partenón, la cúspide no solo del arte griego, sino de todo el arte occidental (la figura de Aquiles en el ánfora del Vaticano, que dio nombre al pintor, parece haber surgido del friso del Partenón). En base a su estilo pictórico, se le atribuyen más de 230 vasos de formas diversas, grandes y pequeños (en 1956 el número de sus vasos llegó a 224, 122 de figuras rojas, 97 pintados sobre fondo blanco y 5 vasos áticos de figuras negras Trabajó principalmente con la técnica de figuras rojas y con fondo blanco, pero ocasionalmente también con la técnica de figuras negras al decorar las ánforas panatenaicas (las ánforas panatenaicas se pintaban tradicionalmente de esta manera). Sus vasos más bellos son los lécitos, pintados sobre fondo blanco y decorados con diversas figuras, incluyendo deidades, héroes y mortales. El lécito del Museo de Múnich (Staatliche Antikensammlungen SCH 80), representa una hermosa escena con dos musas en el monte Helicón. Las figuras del lécito del Museo Metropolitano de Arte de Nueva York (Museo Metropolitano de Arte, 1989.281.72) flanquean una lápida atada con una cinta. El joven de la derecha probablemente representa al difunto, como sugiere la pequeña figura alada que vuela sobre su cabeza, que representa la separación del alma del cuerpo en el momento de la muerte, según la antigua creencia griega (este era un tema apropiado para la función funeraria del vaso, que, junto con el aceite, servía como ofrenda sacrificial).
Los vasos del Pintor de Aquiles eran evidentemente un bien valioso, ya que se encontraban no solo en Atenas y la cercana Eretria, sino también en la lejana Etruria, Sicilia, Egipto o Turquía. Sentó las bases para la decoración de lécitos con fondo blanco. Sus discípulos, como el Pintor de la fíala, decoraron vasos con fondo blanco según su estilo hasta finales del siglo V a. C.

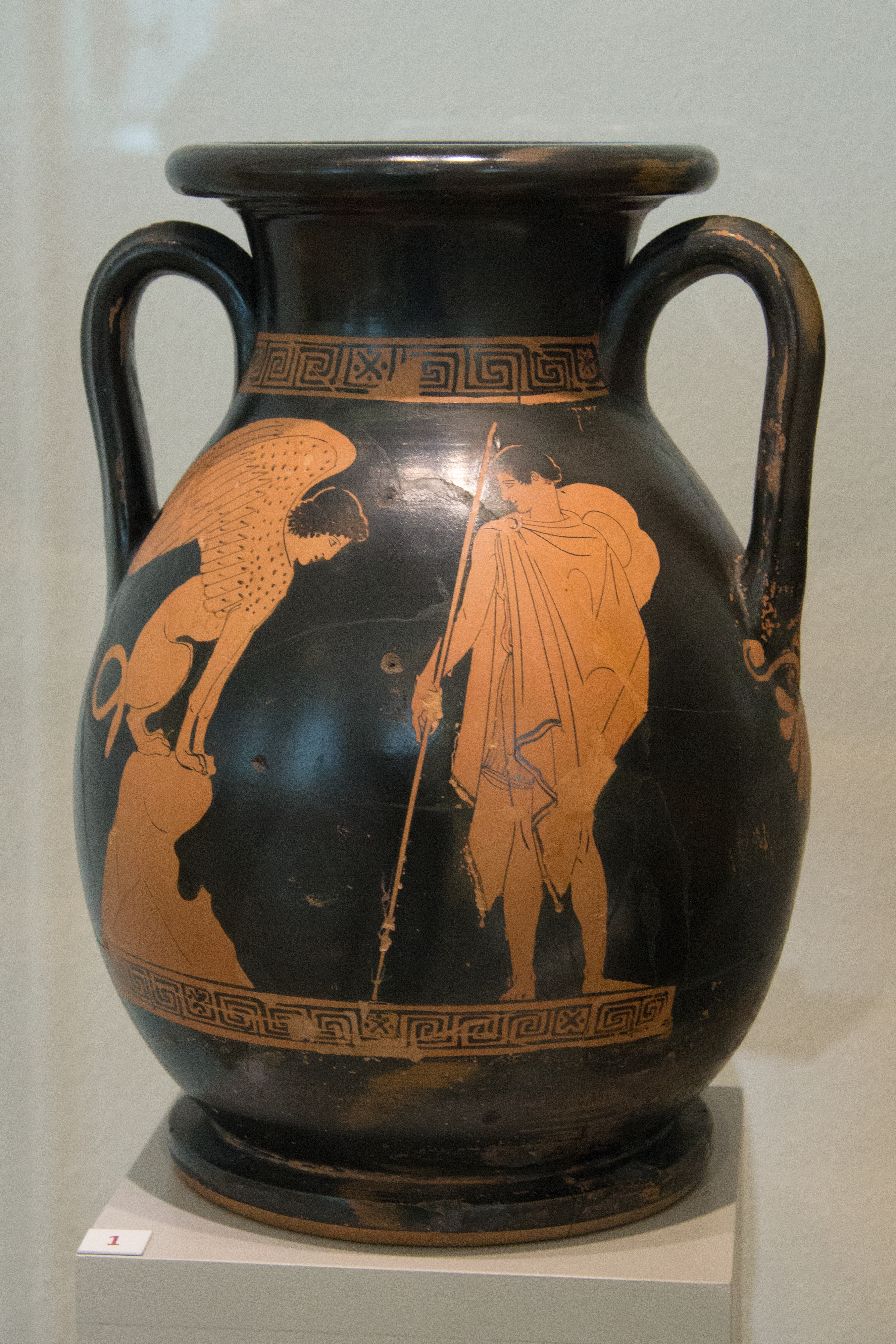
Pélice ática de figura rojas que representa a Edipo y la Esfinge, c. 450-440 a. C., Altes Museum, F 2355, Berlín.
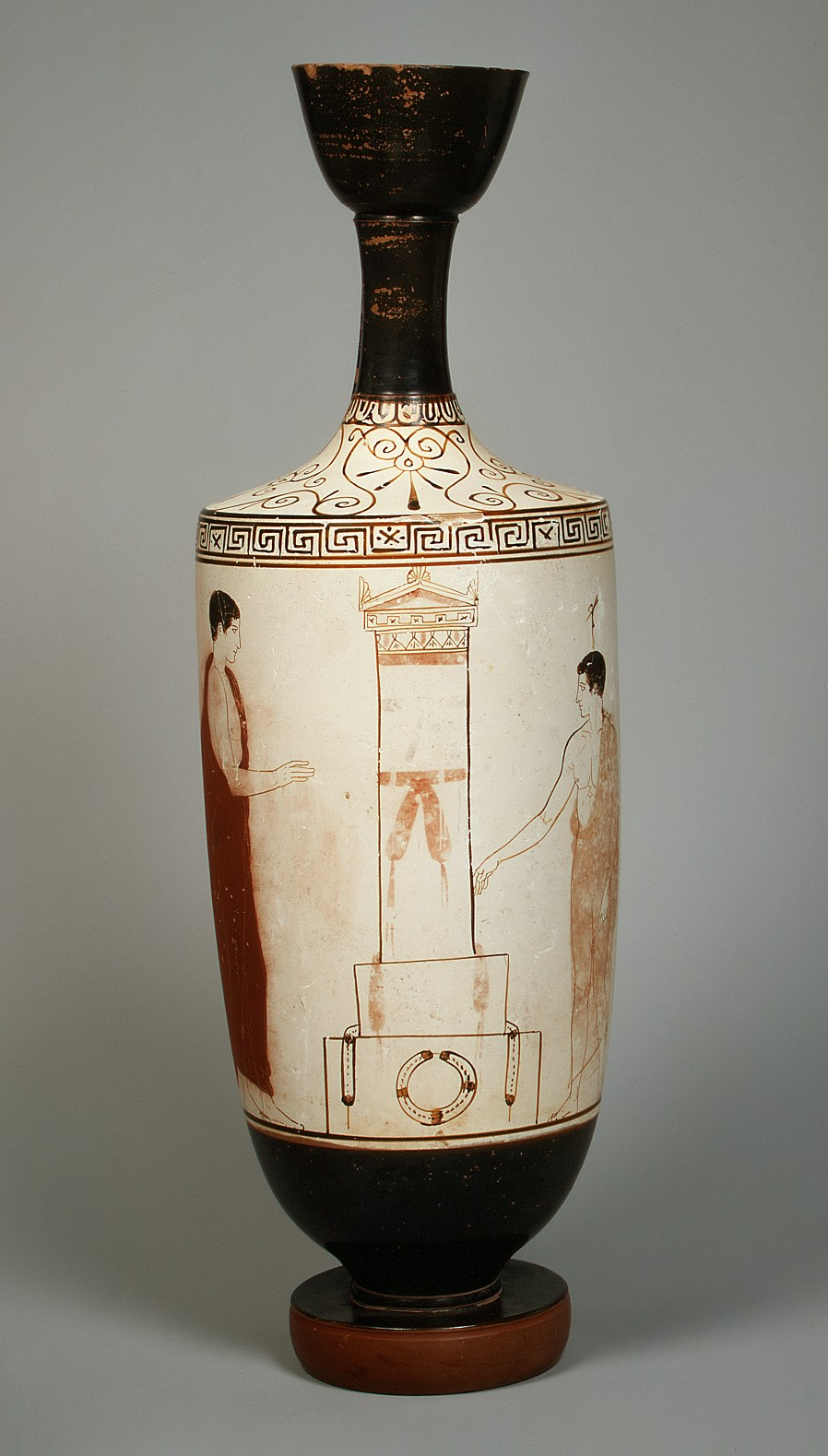
Lécito ático con pintura sobre fondo blanco que representa una lápida y figuras masculinas, c. 440 a. C., Museo Metropolitano de Arte 1989.281.72, Nueva York.
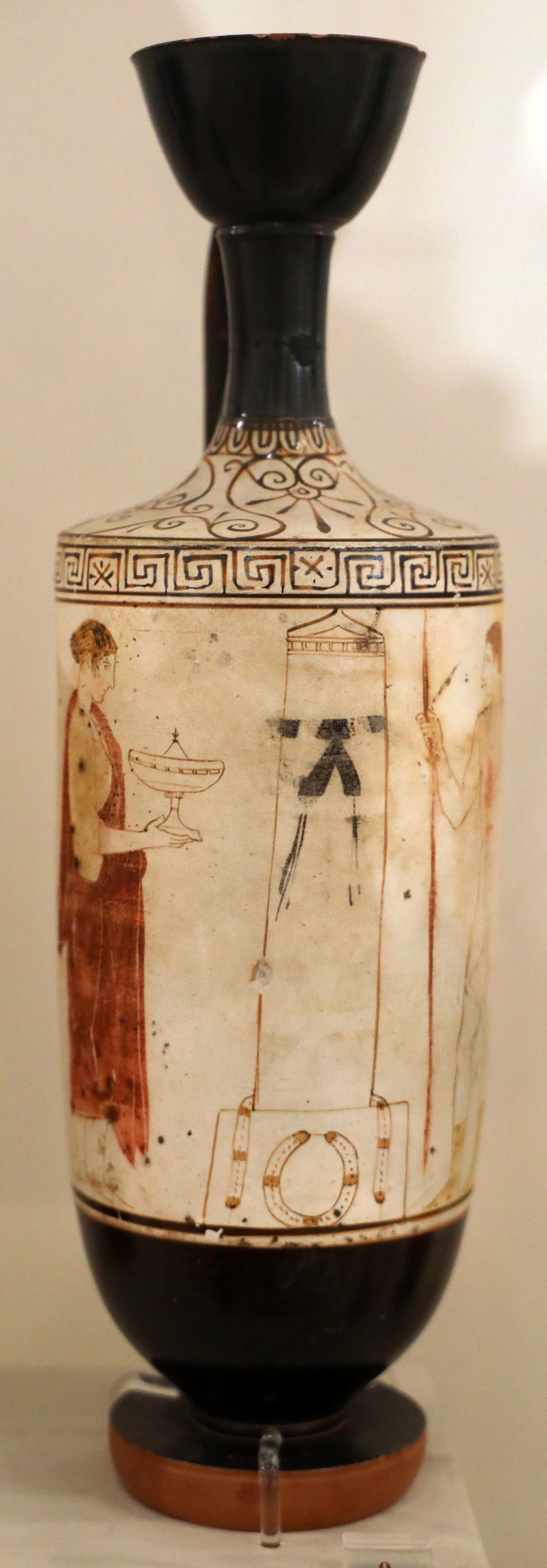
Lecito ático con pintura sobre fondo blanco que representa una lápida y figuras femeninas, Museo Arqueológico Nacional de Atenas.
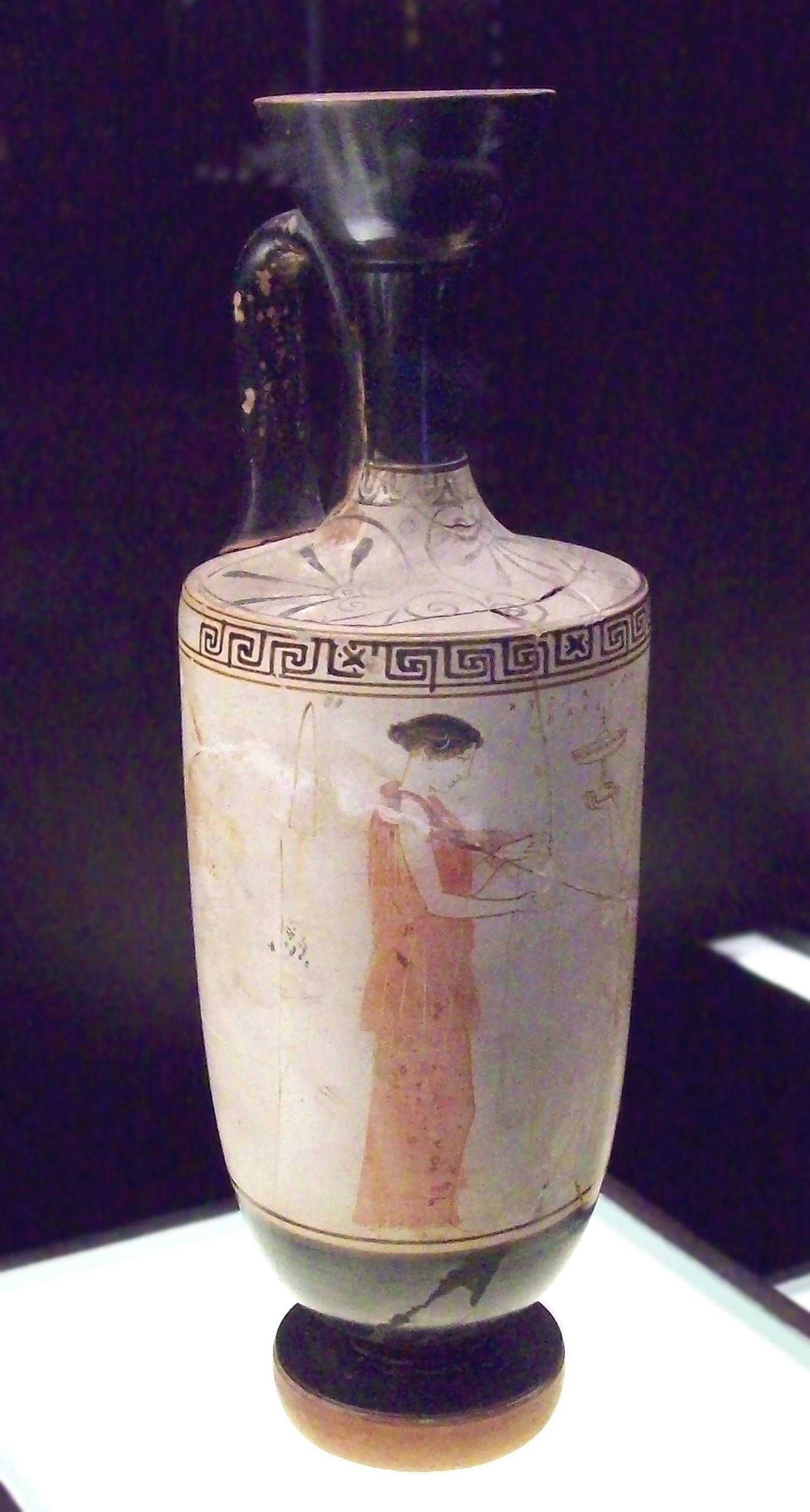
Lécito ático sobre fondo blanco 440 a. C. Museo Arqueológico Nacional. Madrid.
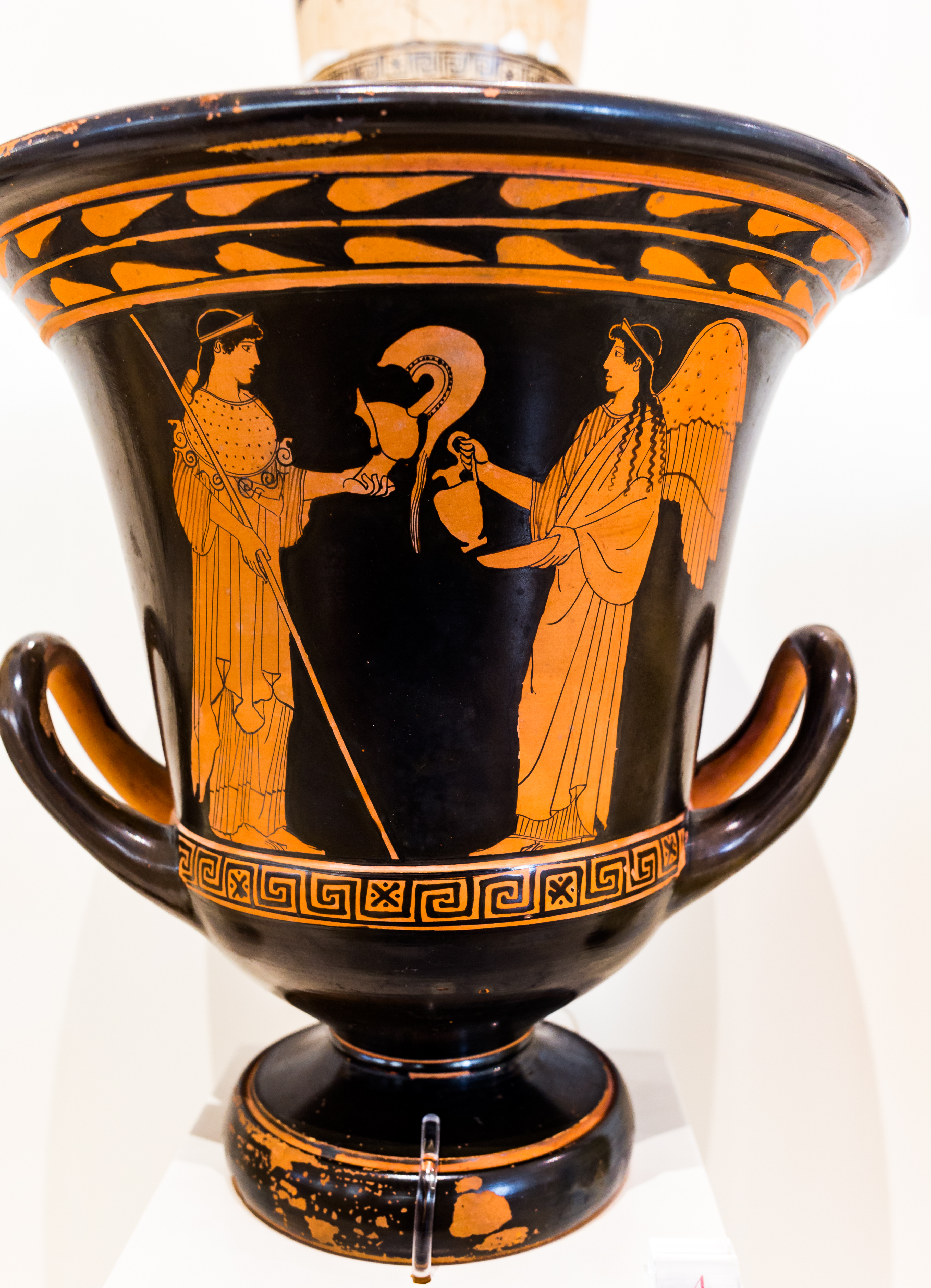
Crátera de cáliz ática de figuras rojas. Atenea con lanza y casco, Iris/Nike con enócoe y fíala.
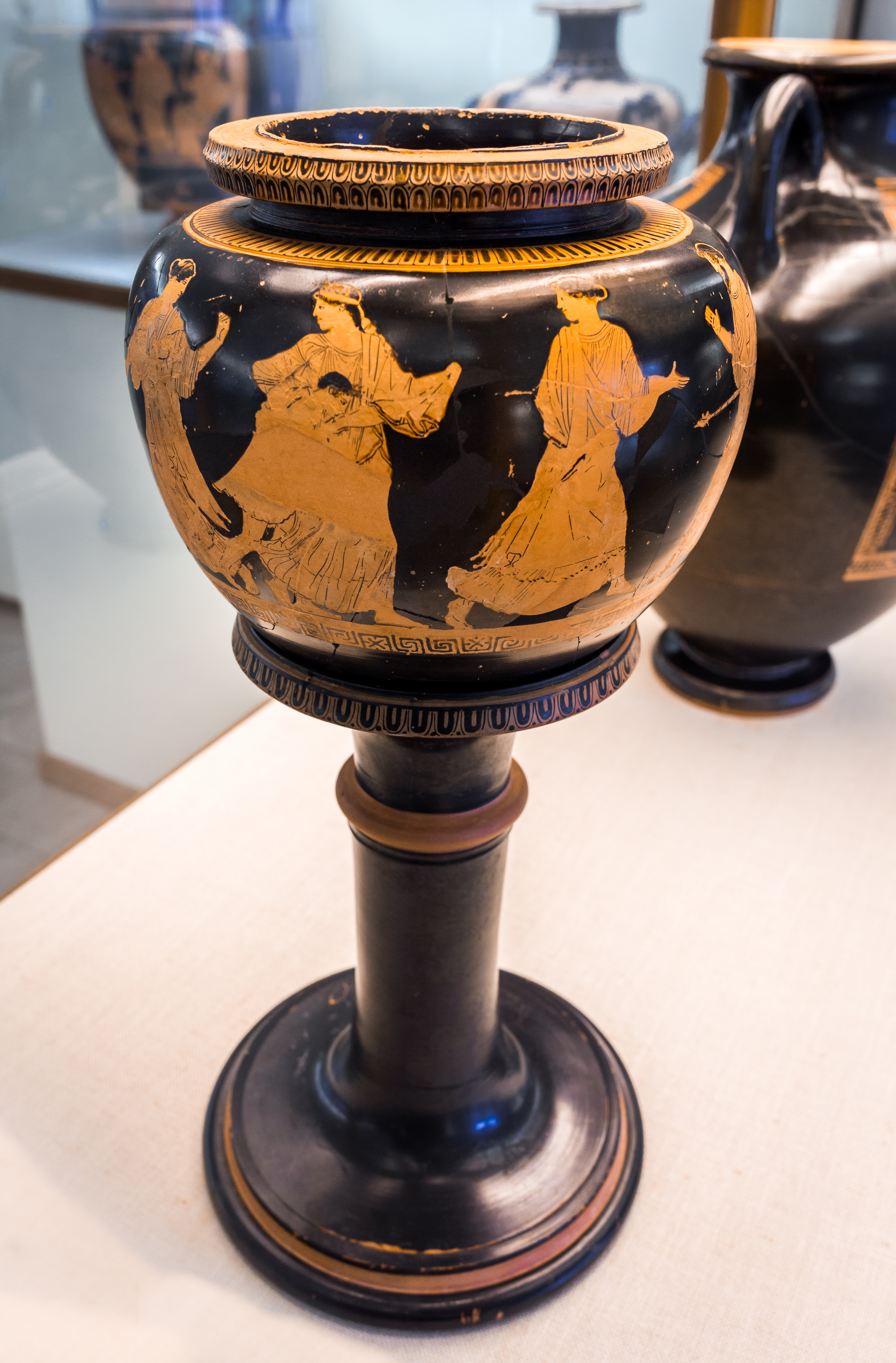
Lebeta ática de figuras rojas con Peleo, Tetis y nereidas, Museo Martin von Wagner L 540, Wurzburgo.